# Manny Parra
Manuel Alex Parra (né le 30 octobre 1982 à Carmichael, Californie, États-Unis) est un lanceur gaucher des Cubs de Chicago de la Ligue majeure de baseball. Il est présentement agent libre après 3 saisons comme lanceur de relève des Reds de Cincinnati.

## Carrière

### Brewers de Milwaukee

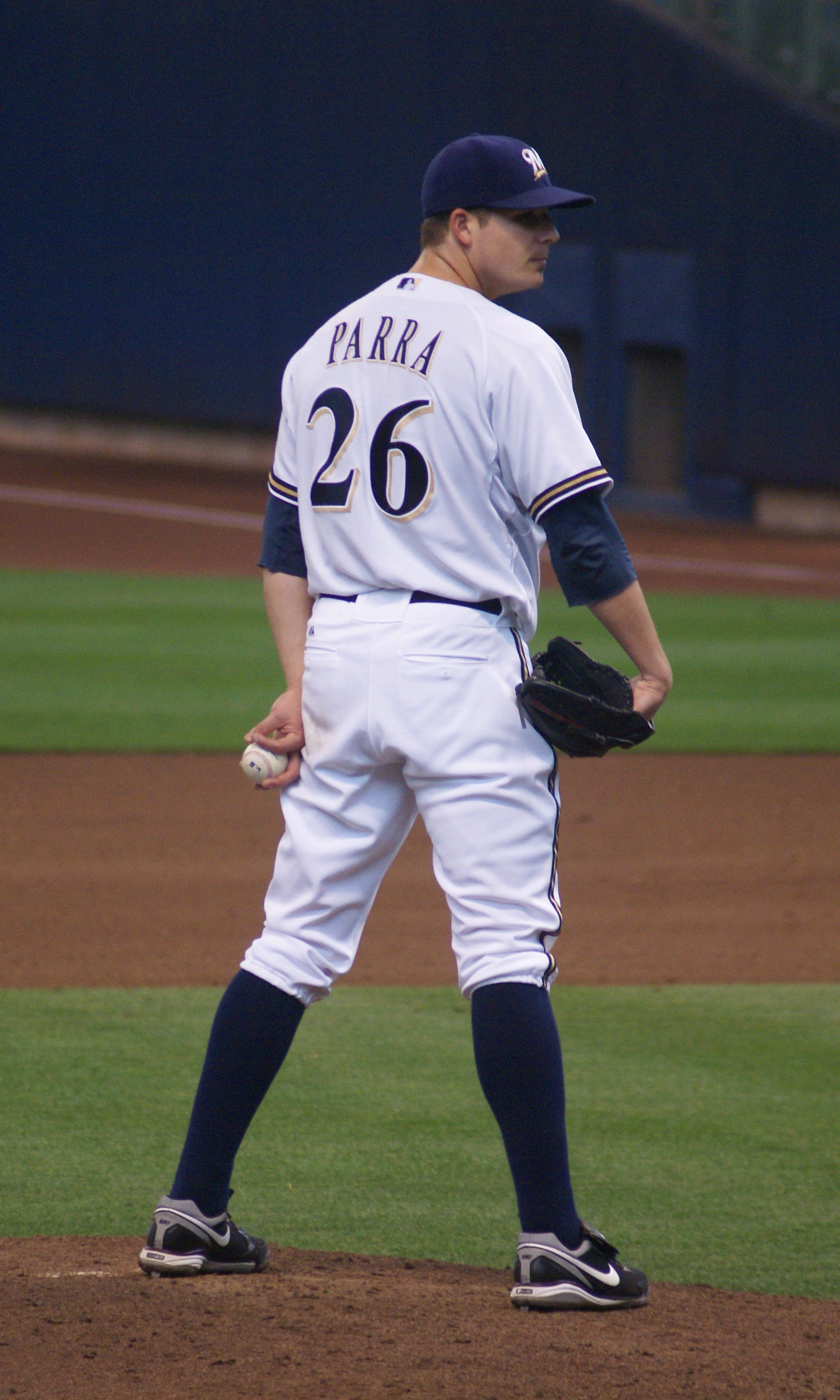
Manny Parra en 2009 avec Milwaukee.

Manny Parra est drafté le 5 juin 2001 par les Brewers de Milwaukee au 26e tour de sélection. Il signe son premier contrat professionnel fin mai 2002.
Le 25 juin 2007, Parra, à sa sixième année dans les ligues mineures, lance un match parfait pour les Sounds de Nashville, le club-école Triple-A des Brewers, contre l'Express de Round Rock. Moins d'un mois plus tard, le 20 juillet 2007, il fait avec Milwaukee son entrée dans le baseball majeur.
Il remporte sa première victoire au plus haut niveau le 5 avril 2008. Surtout lanceur partant à sa saison recrue en 2008, il amorce 29 rencontres et ajoute trois présences au monticule comme lanceur de relève. Il remporte 10 victoires contre 8 défaites et affiche une moyenne de points mérités de 4,39 en 166 manches lancées. Il mène cependant, à égalité avec Tim Lincecum, tous les lanceurs des majeures avec 17 mauvais lancers.
En 2009, Parra remporte 11 victoires contre autant de défaites en 27 départs mais sa moyenne de points mérités est très élevée et atteint 6,36 en 140 manches au monticule. Il n'effectue en revanche que 4 mauvais lancers cette année-là, mais ce nombre grimpe à 14 la saison suivante. L'année 2010 est difficile avec une moyenne de 5,02 et un dossier victoires-défaites de 3-10. Les Brewers l'emploient surtout comme releveur alors qu'il n'amorce que 16 de ses 42 parties jouées.
Des maux de dos et une blessure au coude le gardent à l'écart du jeu pendant l'entière saison 2011.
Il est affecté à l'enclos de relève des Brewers à son retour au jeu en 2012. En 62 parties et 59 manches et deux tiers lancées, il enregistre 61 retraits sur des prises mais sa moyenne se chiffre à 5,06 avec deux gains et trois défaites. Le personnel de releveurs des Brewers est le pire des majeures en 2012 avec une moyenne de points mérités collective de 4,66. Le club décide de faire le ménage en prévision de la saison 2013 et laisse Parra filer.

### Reds de Cincinnati
Devenu agent libre, le lanceur gaucher signe un contrat d'un an avec les Reds de Cincinnati le 1er février 2013.
À sa première année à Cincinnati, il fait bien avec une moyenne de points mérités de 3,33 en 46 manches lancées, au cours desquelles il enregistre 56 retraits sur des prises. Utilisé 57 fois en relève, il remporte deux victoires contre trois défaites. Sous la direction de l'instructeur des lanceurs Bryan Price, Parra ajoute une balle glissante à son arsenal de lancers.
Le 27 novembre 2013, Parra signe un nouveau contrat de deux saisons avec les Reds. En trois saisons (de 2013 à 2015), 150 matchs et 115 matchs lancées avec les Reds, Parra maintient une moyenne de points mérités de 3,91 avec 113 retraits sur des prises, 3 victoires, 8 défaites et un sauvetage.

### Cubs de Chicago
Le 22 février 2016, il rejoint les Cubs de Chicago.